# Edi Shukriu
Edi Shukriu (ur. 22 października 1950 w Prizrenie, zm. 17 stycznia 2023) – kosowska pisarka, publicystka i działaczka polityczna.

## Życiorys
Po ukończeniu szkoły średniej w Prizrenie studiowała archeologię na Uniwersytecie w Belgradzie. Stopień doktorski z zakresu historii uzyskała na uniwersytecie w Prisztinie w roku 1990. Po studiach pracowała w Muzeum Kosowa, a od 1979 prowadziła wykłady na Wydziale Filozoficznym uniwersytetu w Prisztinie. Od grudnia 2012 była członkiem korespondentem Kosowskiej Akademii Nauk i Sztuk, a od 2020 jej członkiem zwyczajnym.
Od 2004 członkini PEN Clubu w Kosowie, od 1973 należy do Stowarzyszenia Pisarzy Kosowa. Dwukrotnie wybierana do parlamentu Kosowa (1992-1998 i 2002-2004). W latach 2000–2001 kierowała Wydziałem Kultury przy UNMIK. W parlamencie kosowskim stanęła na czele komisji kultury, młodzieży i sportu. Od 1990 związana z Demokratyczną Ligą Kosowa (LDK). Założycielka Forum Kobiet, działającego przy LDK.
Debiut literacki E. Shukriu przypadł na początek lat 70. XX w. Uczestniczyła w 2005 r. w International Writing Program na amerykańskim uniwersytecie Iowa. Pisze utwory poetyckie i dramaty.

## Poezja
- 1972: Sonte zemra ime feston, (Dziś moje serce świętuje), Prishtinë.
- 1978: Gjakim, (Pragnę), Prishtinë.
- 1980: Legjenda e Hasit, (Legenda krainy Has), Tiranë.
- 1985: Syri i natës, (Oko nocy), Prishtinë.
- 1990: Nënqielli, (Pod niebem), Prishtinë.
- 2001: Përjetësi, (Wieczność), Pejë.
- 2014: Ungëshimë, Jeta e Re, Prishtinë.

## Dramaty
- 1986: Kthimi i Euridikës, (Powrót Eurydyki), Prishtinë.
- 1992: Lkeni i Hasit, (Lew z Has), Prishtinë.
- 1998: Kësulëkuqja e rrokaqiellit, Prizren.

## Powieści
- 2015: Pasqyra e thyer (Rozbite lustro)